# Chris McKivat

a Compétitions nationales et continentales officielles uniquement.

b Matchs officiels uniquement.
Dernière mise à jour le 10 janvier 2024.
Christopher Hobart McKivat, plus connu comme Chris McKivat, né le 27 novembre 1880 à Cumnock et mort le 4 mai 1941 à Camperdown, est un joueur de rugby à XV et de rugby à XIII australien. 

## Biographie
Chris McKivat était un joueur pionnier au plus haut niveau. Il est sélectionné en équipe d'Australie de rugby à XV (Wallaby) pour partir en tournée entre 1907 et 1909, il dispute 20 test matchs puis il intègre l'équipe d'Australie de rugby à XIII (Kangourou), pour 5 tests de 1910 à 1912.
Il est le capitaine de l'équipe d'Australie de rugby à XV championne olympique en 1908 et il est le huitième capitaine de l'équipe d'Australie de rugby à XIII pour les 3 tests de la tournée 1911-1912.
McKivat est le seul à avoir été capitaine de la sélection de son pays dans une tournée victorieuse à la fois dans les deux codes.

## Carrière de rugby à XV
Né à Cumnock, dans la Nouvelle-Galles du Sud, il rejoint le club de Glebe Rugby Club en 1905. Il fait régulièrement partie de l'équipe du New South Wales Rugby Union avant d'intégrer la sélection australienne qui joue contre les All Blacks trois tests en 1907.
Il part avec l'équipe d'Australie de rugby à XV en tournée entre 1908 et 1909, il en est le capitaine dans 17 rencontres de tournée et en plus il est le capitaine de l'équipe d'Australie de rugby à XV championne olympique en 1908.
Il joue au rugby à XV jusqu'à l'âge de 30 ans. Il est un brillant demi d'ouverture doué sur le plan tactique et il est un capitaine influent sur le terrain à la fois écouté des avants et des lignes arrières.

## Carrière de rugby à XIII
En 1910, il change de code et passe à XIII. Chris McKivat joue au rugby à XIII d'abord pour le Glebe Rugby League Club. Il joue pour l'équipe d'Australie de rugby à XIII contre l'équipe du Royaume-Uni de rugby à XIII le 18 juin 1910. Quatre anciens Wallabies débutent aussi ce jour-là: John Barnett, Bob Craig, Jack Hickey et Charles Russell. Ils deviennent les onzième à quinzième joueurs internationaux australiens sélectionnés dans les deux codes. Cette scène reproduit un fait qui s'est produit 2 ans plus tôt: Micky Dore, Dally Messenger, Denis Lutge, Doug McLean snr et 
Johnny Rosewell débutent tous pour les Kangaroos dans le premier test contre la Nouvelle-Zélande.
Il est le capitaine de l'Australie pour les 3 tests de la tournée 1911-1912.
Dans sa carrière internationale de rugby à XIII il a disputé 31 rencontres de tournée and inscrit 10 essais. 
il termine sa carrière à l'âge de 32 ans et une fois sa carrière de joueur terminée il devient un des premiers entraîneurs non-joueur de haut niveau. Il entraîne les clubs de Glebe, Wests et Norths dans les années qui suivent.

## Palmarès

### Rugby à XIII
- Club: Glebe(1910-14) 54 matchs, 5 essais
- Sélections avec l'Australie (1910-12) 5 tests, et pour la New South Wales Rugby League (1910-12) 13 sélections.